# Jairo (cantor)
Jairo é o  nome artístico de Mario  González ou Marito (n. 16 de junho de 1949 Cruz del Eje, província de Córdoba) cantor argentino. Ao longo de sua carreira, ele interpretou mais de 500 canções em espanhol, francês e italiano.
Entre suas canções mais difundidas estão: «Tu alma golondrina», «Por si tú quieres sabre», «Tristezas», «De pronto sucedió», «O vale e o vulcão», «Si vuelves será cansancio», «Amigos míos me enamoré »,«Hoy dejó la ciudad»,«Nos verán llegar»,«Revólver» e «Me encanta esta hora del día».

## Discografia
- 1965: Muy juvenil
- 1970: Emociones
- 1971: Por si tu quieres saber
- 1973: Si vuelves, será cansancio
- 1974: El valle y el volcán
- 1975: Amigos míos, me enamoré
- 1975: Jairo canta a Borges
- 1976: De qué me sirve todo eso
- 1977: Liberté es la nostalgia
- 1977: Guitarra
- 1978: Les plus beaux noel du monde
- 1979: Viva el sol
- 1979: Chansons a regarder
- 1980: Symphonie
- 1980: Jairo
- 1981: Jairo a L’Olimpia
- 1981: Morir enamorado
- 1981: Viviré libre
- 1981: Jairo internacional
- 1981: Mis mejores canciones
- 1982: L’amour au present
- 1982: Todo Jairo
- 1982: Jairo en italiano
- 1982: Este amor es como el viento
- 1983: Serie Oro: Jairo
- 1984: Amor de cada día
- 1984: Le diable
- 1985: Jairo
- 1986: La trace de mes pas
- 1987: Intimidad (varios artistas), canción: «Para verte feliz»
- 1987: Nicaragua
- 1988: Jairo au bataclán
- 1988: Más allá
- 1990: Flechas de neón
- 1990: Revólver
- 1992: Jairo, les plus grands succes
- 1994: Cielos
- 1995: Jairo, 25 años. Volumen I
- 1996: Argentina mía
- 1996: Jairo, 25 años. Volumen II
- 1997: Atahualpa por Jairo
- 1997: Estampitas
- 1998: Borges & Piazzolla
- 1999: La balacera
- 2000: Diario del regreso
- 2001: 24 canciones de oro
- 2001: Puro Jairo
- 2003: Jairo canta a Piazzolla
- 2003: Soy Libre DVD
- 2004: El ferroviario
- 2007: Criollo
- 2009: Los enamorados
- 2011: Concierto en Costa Rica (CD + DVD)
- 2014: Propio y Ajeno